# 万安桥 (章水镇)
章水万安桥，又称蜜岩万安桥，位于中华人民共和国浙江省宁波市海曙区章水镇蜜岩村，清代桥梁，为单孔石拱桥，南北向横跨于蜜岩溪上，长37.85米，桥洞净跨度9.85米，洞孔高4.3米，宽2.73米，拱券为纵联分节并列砌筑，2010年9月公布为鄞州区文物保护单位:339-340，2018年12月28日因行政区划调整公布为海曙区文物保护单位。